# Rånnums församling
Rånnumms församling var en församling  i Skara stift i nuvarande Vänersborgs kommun. Församlingen uppgick tidigt i Västra Tunhems församling.
Församlingens kyrka låg i Rånnum.

## Administrativ historik
Församlingen har medeltida ursprung och uppgick tidigt i Västra Tunhems församling.